# Tælavåg
Tælavåg, ook gespeld als Televåg, is een plaats in de Noorse gemeente Øygarden, provincie Vestland. Tælavåg telt 506 inwoners (2007) en heeft een oppervlakte van 0,7 km².